# Li Shizeng
Li Shizeng (chinois : 李石曾 ; pinyin : lǐ shízēng), né le 29 mai 1881, décédé le 30 septembre 1973, est un éducateur, promoteur de doctrines anarchistes, activiste politique et membre du Parti nationaliste chinois (Kuomintang) pendant la République de Chine (1912-1949).
Après être venu à Paris en 1902, Li est diplômé en chimie et en biologie, puis, avec ses amis, Wu Zhihui et Zhang Renjie, ils fondent le mouvement anarchiste chinois et sont partisans des activités révolutionnaires de Sun Yat-sen. Il organise des échanges culturels entre la France et la Chine, crée la première usine en Europe pour la fabrication et la vente de soja (tofu) et crée le programme Mouvement Travail-Études qui amène des étudiants chinois en France pour travailler dans des usines. Dans les années 1920, Li, Zhang, Wu et Cai Yuanpei étaient connus comme les « Quatre Aînés » farouchement anti-communistes du Parti nationaliste chinois.

## Biographie
Li Shizeng, également connu sous le nom de Li Yuying, est né le 29 mai 1881, à Guangyang dans la province du Hebei en Chine impériale de la Dynastie Qing. Il est le fils d'une famille de mandarins et certains des membres de celles-ci étaient ministres et présidents de haut rang de la cour impériale mandchoue. Il est éduqué dans un esprit ouvert au monde occidental. Il part en 1903 avec une vingtaine d'étudiants en France, accompagnant Sun Baoqi, alors ambassadeur de l'Empire chinois en France.
De 1903 à 1906, Li Shizeng fréquente les cours de l’École pratique d’agriculture de Montargis (où, dans son sillage, quelque 400 Chinois vinrent aussi étudier jusqu'en 1927) puis, en 1906, il se lance dans l'étude de la biochimie à l’institut Pasteur. Ses recherches sur le soja font l'objet d'une publication et conduisent à l’ouverture d’une petite usine à Colombes, pour la fabrication de tofu, employant une trentaine d’étudiants chinois qui, avec ce dispositif de travail à mi-temps, peuvent subvenir à leurs besoins financiers le temps de leurs études en France.
En parallèle à ces études, Li Shizeng affirme son idéologie anarchiste avec quelques étudiants chinois. En 1906, Wu Zhihui rejoint les étudiants anarchistes chinois, ces derniers créent l’Association du monde (Shijie she) et l’hebdomadaire Xin Shiji  (新世纪 / 新世紀, « Siècle nouveau ») en 1907, qui prend pour titre sa traduction en français de « Le Siècle nouveau » à partir du n° 81. Des pamphlets anarchisants rédigés par les membres de l’association sont publiés. Les écrits de Li Shizeng pour Le Siècle nouveau évoquent les grands noms de l'anarchisme : Mikhaïl Bakounine, Élisée Reclus, Pierre Kropotkine mais aussi les philosophes classiques chinois, Darwin et le darwinisme social.
À partir de 1954, il devient conseiller du régime nationaliste de Taïwan, il meurt à Taibei en 1973.